# Elophos teriolensis
Elophos teriolensis là một loài bướm đêm trong họ Geometridae.